# SB/DV 629 sorozat
Az  SB 629 egy személyvonati szerkocsisgőzmozdony-sorozat volt a Déli Vasúttársaság-nál, továbbá nagyobb számban üzemelt még a császári és királyi osztrák államvasutaknál (kkStB) kkStB 629 sorozatként, és a BBÖ, a ČSD és a PKP vonalain.

## Története
A 629 sorozat alapja az Osztrák Déli Vasút 15 mozdonya (629,01-15) volt, amelyek 1913 és 1915 között épültek. A kkStB 229 sorozat helyettesítésére szánták őket mind személyvonatok, mind könnyű gyorsvonatok továbbítására.
Különböző megfontolások, mint például tengelynyomás és a teljesítmény után eset a választás a  2'C1 tengelyelrendezésre.
Ez a "Pacific" néven is ismert tengelyelrendezés nemzetközileg széles körben használatos volt, ám Ausztriában csak ebben a sorozatban alkalmazták. Az új típus futása nagyon nyugodt volt. Az engedélyezett sebességét 85 km/h-ban határozták meg, bár próbaüzem közben 110 km/h –nál sem volt probléma.
A kedvező tapasztalatok alapján a kkStB 25 mozdony rendelt a típusból 629,01-25 pályaszámtartományban 1917 és 1918 között. Az első világháború után a kkStB sorozatból csak tíz db maradt, a Déli Vasút mozdonyai pedig mind Ausztriában maradtak.
A BBÖ a DV mozdonyokat a 629101-115 pályaszámcsoportba osztotta, a kkStB mozdonyok megtartották eredeti számukat, de a ČSD-nek átadott 15 mozdony száma üresen maradt.
A jó tapasztalatok alapján a BBÖ további 30 darabot szerzett be 629,26-50 pályaszámokkal 1920 és 1921 között. 1926-ban ismét megrendelt 25 darabot (629,56-80), melyeket 1926 és 1927 között szállítottak. Az utolsó öt mozdony (629500-504  Caprotti szelepvezérléssel) szállították 1927 és 1928-ban, ám a rossz tapasztalatok miatt átépítették Lentz-szelepvezérléssel.
Ezzel 85 db mozdony volt állományban.
Továbbá még az I. világháború után Csehszlovákiának átadtak 15 db kkStB eredetű mozdonyt. A ČSD-nél 1941-ben körülbelül 234 db 354,1 sorozatú mozdony volt.
A PKP 1921 és 1922 között a Krausstól Linzben vásárolt tíz darabot, amelyet az OKm11 sorozatba osztott be.
A növekvő szállítási teljesítményigények miatti fejlesztések eredménye volt a 2'C2't tengelyelrendezésű sorozat, a BBÖ 729, később ÖBB 78.
1938-ban az Anschluss után  a Harmadik Birodalom a BBÖ mozdonyait a Német Birodalmi Vasút pályaszámaival látta el, a sorozat mozdonyait a DR 77 sorozatba (77201-285) osztotta.
Az ÖBB átszámozott mozdonyai a Harmadik Birodalom összeomlása után, amelyek egy része a háború alatt jött más vasutaktól:
- 77.01–10 egykori  kkStB 629.01–25 sorozat (gyártva: 1917/18)
- 77.11–40 egykori BBÖ 629.26–55 sorozat (gyártva:  1920–22)
- 77.242–264 egykori BBÖ 629.57–80 sorozat (gyártva: 1926/27)
- 77.66–80 egykori Déli Vasút 629.01–15 sorozat (gyártva:  1913–15)
- 77.281–285 egykori BBÖ 629.500–504 sorozat (gyártva:  1927/28)

A pályaszám utolsó két számjegye a megegyezett a Német Birodalmi Vasút pályaszámáéval. Az újabb mozdonyok (az 1926 után épültek) a szerkezeti különbségek miatt a 200–as sorozatba kerültek.
Öt mozdony 1945 után Jugoszláviában maradt (JDZ 18 sorozat), és kettő került a ČSD-hez (354,1500 és 1501).
Az 1960-as években kezdték selejtezni őket, de maradt az ismert mozdonytípusból a kezdetektől a gőzüzem végéig megőrizve.
Múzeummozdonyként maradt meg Ausztriában:
- A 77.66 Osztrák Vasútmúzeumban eredetileg 629.01 (Déli Vasút) az 1. sorozatból a Strasshoffi Vasútmúzeumban
- 77.244 Brenner & Brenner Gőzmozdonyüzemeltető Társaságnál 77.250 pályaszámmal - ma már német Eurovapor tulajdonban üzemel
- továbbá a 77.28 pályaszámú az Osztrák Vasúthistória Társaságnál, miután Kolozsváron felújították 2007-ben üzemképes állapotúra.

További példányok maradtak Csehországban, Szlovákiában, Szlovéniában, és Liechtensteinben.

### A sorozat megőrzött mozdonyai
| Pályaszám                | Gyártási év | Állapot      | Tulajdonos/Hely                                                                  |
| ------------------------ | ----------- | ------------ | -------------------------------------------------------------------------------- |
| 629.01                   | 1913        | üzemképtelen | Műszaki Múzeum Bécs / Vasúti Múzeum Strasshof                                    |
| 629.43 / ÖBB 77.28       | 1920        | üzemképes    | ÖGEG - Ampflwang                                                                 |
| 629.65 / 77.244 / 77.250 | 1927        | üzemképes    | Korábban osztrák Brenner & Brenner tulajdon, ma már a német Eurovapor üzemelteti |
| 629.80 / JŽ 18-005       | 1927        | Szobor       | Szlovén Vasútmúzeum Ljubljana                                                    |

## A ČSD 354.1 sorozat

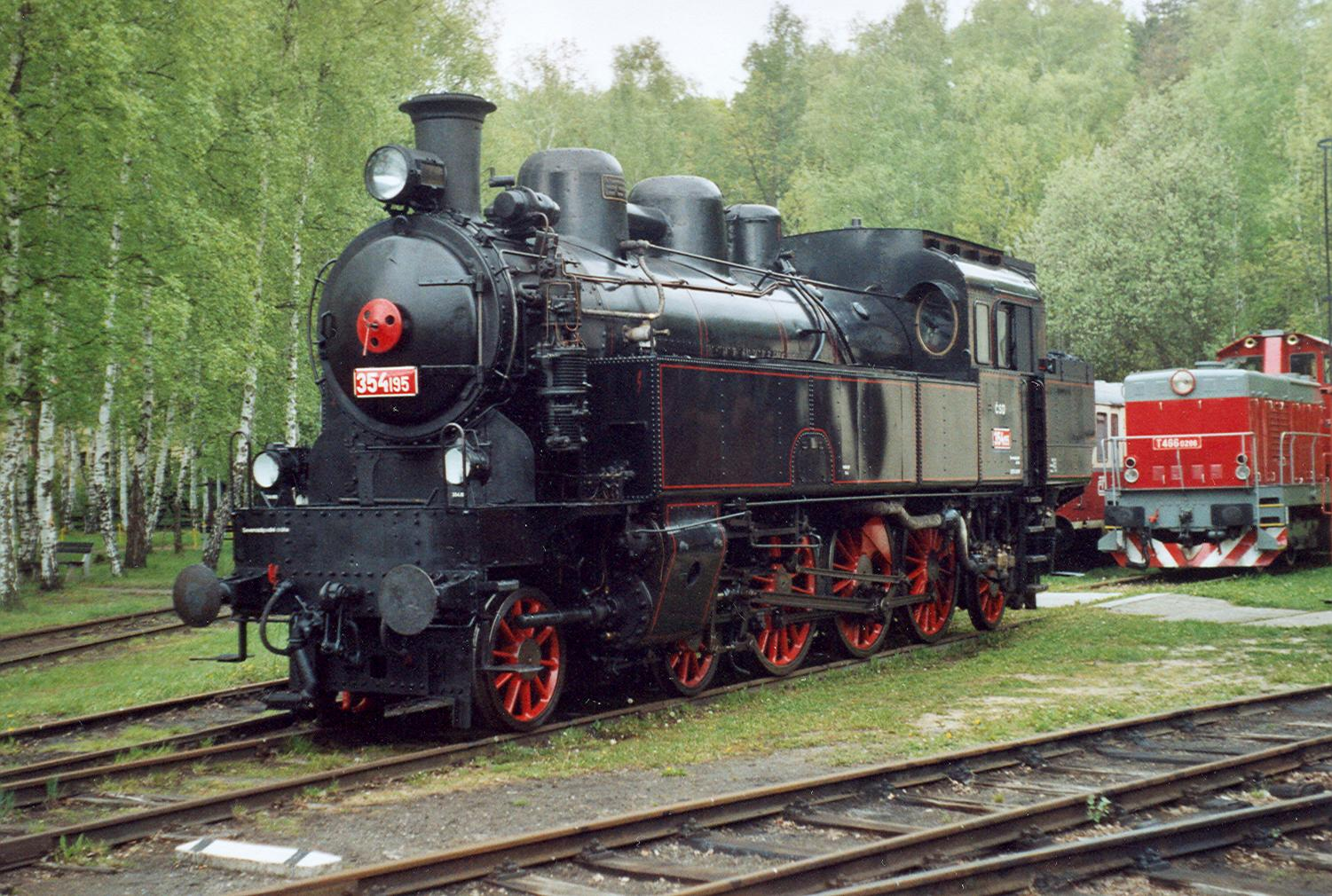
354.195 Lužna Vasúti Múzeum Rakovníka

A 15 darab kkStB 629-es mozdonyon kívül (354.121-35) 1920 és 1921 között a Škoda Művek Plzen (Pilsen) 30 db mozdonyt készített a 629-esek mintájára, amelyek eltértek kissé, többek között, a két gőzdómot összekötő csővel az alaptípustól (354.101-20 és 354.136-45). Többszöri megrendelésre 1941-re a ČSD 234 darab a sorozatba tartozó mozdonnyal rendelkezett. Ezeket folyamatosan fejlesztették, mint pl. a nagyobb vezetőfülke, elektromos világítás és galléros öntöttvas kémény a „gólyafészkes kémény”  helyett.
Az utolsó építési sorozat (354.1220-229) egy kisebb űrszelvényű változat volt, így nem lehetett a gőzdómokat összekötő csövet felszerelni. A lerövidített kémény miatt füstterelőkre volt szükség.
1930-ban a Škoda öt gépet Lentz szelepekkel és kiscsöves túlhevítővel épített osztrák minta után. A ČSD-nél azonban egyik változtatás sem vált be.

### A ČSD sorozat megőrzött mozdonyai
| Pályaszám    | Gyártási év | Állapot      | Tulajdonos/Hely                    |
| ------------ | ----------- | ------------ | ---------------------------------- |
| ČSD 354.195  | 1925        | üzemképes    | Vasúti Múzeum Lužná                |
| ČSD 354.1178 | 1931        | üzemképtelen | MDC-ZSR / ?                        |
| ČSD 354.1217 | 1938        | üzemképtelen | Műszaki Múzeum Prága / Depot Brünn |

## A PKP OKm11 sorozat
Az ausztriai jó tapasztalatok hatására a Lengyel Államvasutak 1922-ben tíz mozdonyt rendelt a építési sorozatból Krausstól. A mozdonyokat az OKm11osztályba sorolták és Galíciában használták.

## Összefoglaló
A Déli Vasúttársaság a 629 elsősorban az elavult szerkocsi mozdonyok helyett használta gyorsvonatok továbbítására a Semmeringi vasút bekötő szárnyvonalain és hegyi pályaszakaszain Tirolban és a mai Szlovéniában.
Népszerű gépek voltak az Osztrák-Magyar Monarchia összeomlása után az új keleti határ irányába, így az Osztrák Keleti Vasút, a Osztrák Észak Vasút, sőt a Wels- Passau és a Linz – Summerau vonalakon is.
1937-től az Osztrák Északnyugat Vasúton is használták. Ezen kívül kiemelt területeken voltak 629-esek vagy 77-esek, de szinte mindenütt láthatók voltak az osztrák vasúthálózaton.

## Fordítás
- Ez a szócikk részben vagy egészben  a   SB 629 című német Wikipédia-szócikk fordításán alapul.  Az eredeti cikk szerkesztőit annak laptörténete sorolja fel. Ez a jelzés csupán a megfogalmazás eredetét és a szerzői jogokat jelzi, nem szolgál a cikkben szereplő információk forrásmegjelöléseként.